# Verbot des Alkoholkonsums in der Öffentlichkeit

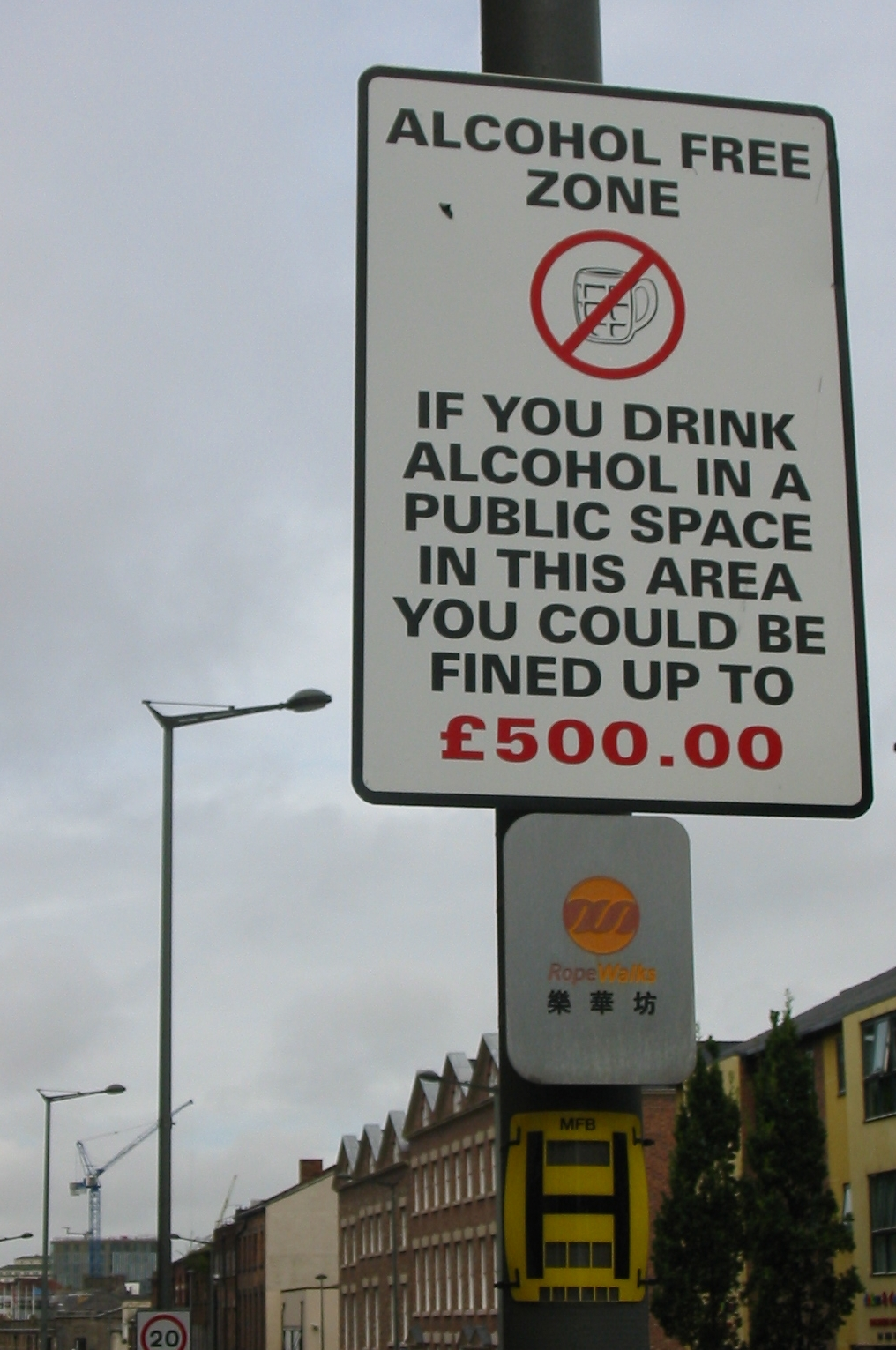
Alkoholfreie Zone in Liverpool, 2008

Als Verbot des Alkoholkonsums in der Öffentlichkeit werden Maßnahmen bezeichnet, bei denen der Konsum alkoholhaltiger Getränke an öffentlichen Plätzen ganz oder teilweise verboten wird und mit Strafe belegt ist.

## Deutschland

### Allgemeine Öffentlichkeit

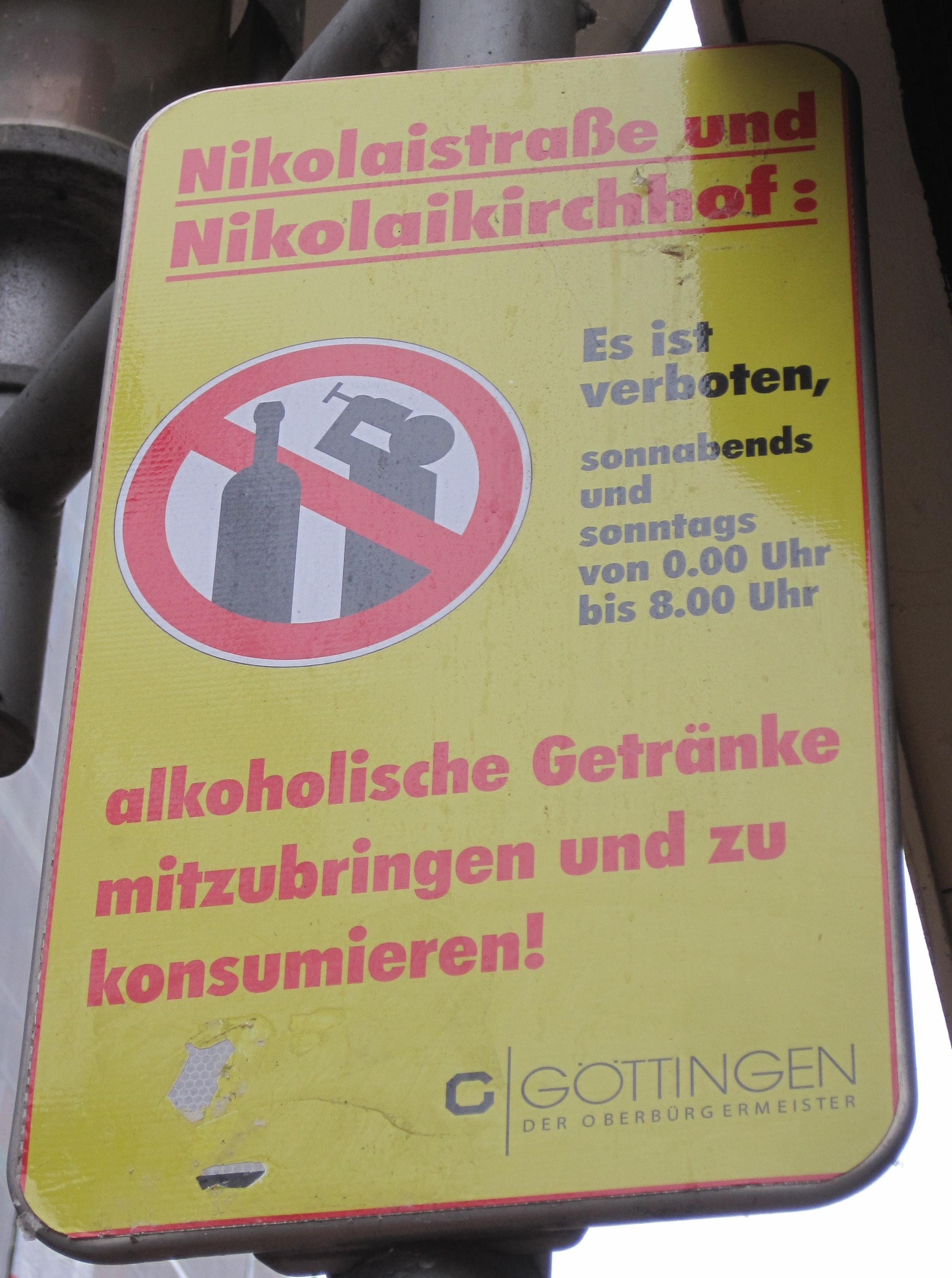
Alkoholverbot in der Nikolaistraße Göttingen, 2013

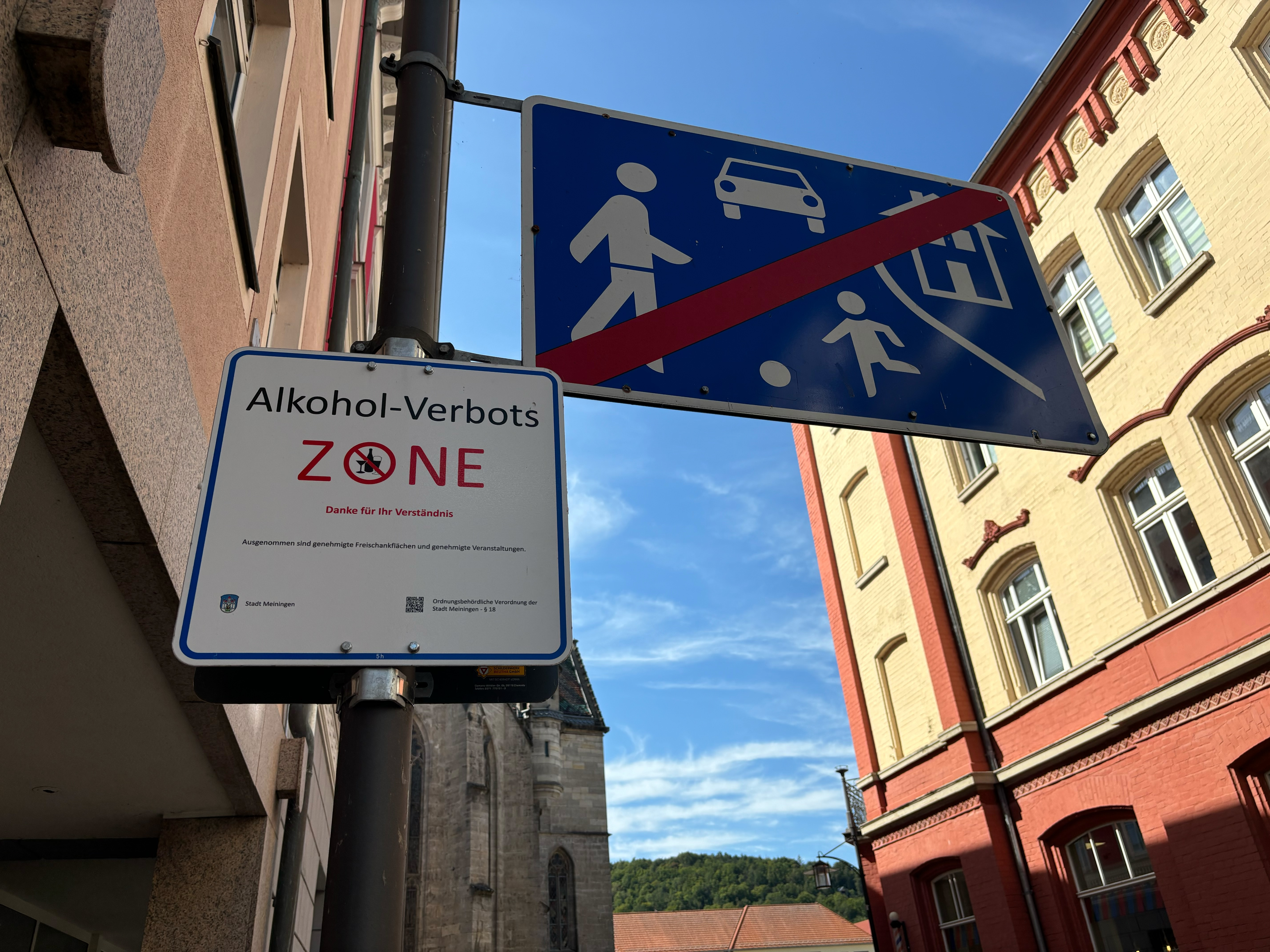
Alkoholverbotszone in Meiningen

Grundsätzlich gilt im deutschen Recht die Allgemeine Handlungsfreiheit (Art. 2 Abs. 1 Grundgesetz), solange sie nicht durch entsprechende Vorschriften eingeschränkt wird. Daher versuchten in Deutschland einige Städte die Belästigung sowie Gewaltdelikte durch stark alkoholisierte Personen an öffentlichen Plätzen durch ein Verbot des Alkoholkonsums in der Öffentlichkeit zu unterbinden.
Bereits seit 1999 untersagte das Berliner Straßengesetz den Alkoholkonsum in der Öffentlichkeit. Dies konnte mit 10 Euro Ordnungsgeld sowie einem Platzverweis geahndet werden. Dies wurde jedoch Mitte des Jahres 2006 wieder aufgehoben. Im Laufe des Jahres 2008 führten jedoch weitere Städte in Deutschland ein Alkoholverbot in der Öffentlichkeit ein, so etwa Marburg am 16. Dezember 2007 (auf ein Jahr befristet) und Freiburg im Breisgau zum 1. Januar 2008. Im Laufe des Jahres folgten diesem Beispiel unter anderem die Städte Erfurt, Magdeburg, Bamberg, Ilmenau und Görlitz.
Diese Praxis ist jedoch juristisch umstritten. Am 28. Juli 2009 hob der Verwaltungsgerichtshof Baden-Württembergs in Mannheim das Freiburger Alkoholverbot auf. Ebenfalls wurde die Regelung in Magdeburg durch das Oberverwaltungsgericht Magdeburg am 17. März 2010 und in Erfurt durch das Oberverwaltungsgericht Weimar am 21. Juni 2012 für ungültig erklärt. Die Richter sahen das Verbot aus der sogenannten Gefahrenabwehrverordnung als zu unbestimmt an.
In manchen Städten gibt es Alkohol-Verbotszonen, so zum Beispiel seit August 2021 in Meiningen.

### Öffentlicher Verkehr in Deutschland
Neben Städten versuchen auch Verkehrsunternehmen mittels Alkoholverbot Belästigungen anderer Fahrgäste und Vandalismus zu verringern. Nach den Regeln vieler Beförderungsbedingungen dürfen schon seit Längerem stark alkoholisierte Personen, die eine Gefahr für sich und andere darstellen, die öffentlichen Verkehrsmittel des jeweiligen Unternehmens bzw. Verkehrsverbund nicht benutzen. Diese Regelungen wurden in einigen Städten ausgeweitet, so dass auch der Konsum von Alkohol in den Fahrzeugen verboten ist. Dies gilt in Deutschland in der Rheinbahn (seit 1. Juli 2007), DSW 21, BOGESTRA, HCR, Vestische Straßenbahnen (alle seit Juni 2008), im Verkehrsverbund Stuttgart (seit 1. Januar 2009), bei der Münchner Verkehrsgesellschaft (1. August 2009), bei der metronom Eisenbahngesellschaft (seit 15. November 2009), bei der VAG Nürnberg (seit 1. Januar 2011) und bei der Duisburger Verkehrsgesellschaft (seit 18. März 2011). Zum 1. Juli 2011 wurde im Hauptbahnhof Hannover ein Alkoholkonsumverbot verhängt. Im Hamburger Verkehrsverbund wurde diese Regelung bei den meisten Verkehrsbetrieben zum 1. September 2011 eingeführt. Ausgenommen hiervon sind jedoch weiterhin die Fähren der HADAG sowie die Züge der Nordbahn und die Züge von DB Regio. Nachdem in den Fahrzeugen der Münchner Verkehrsgesellschaft seit August 2009 ein Alkoholkonsumverbot gilt, zog zum 12. Dezember 2011 die S-Bahn München hier nach.
Am Nürnberger Hauptbahnhof gilt seit dem 19. Oktober 2012 jeweils freitags ab 20 Uhr bis Sonntag 6 Uhr sowie vor Feiertagen von 20 Uhr des vorhergehenden Tages bis 6 Uhr des nachfolgenden Tages ein Alkoholkonsumverbot.
In den Bussen und Stadtbahnen der Kölner Verkehrsbetriebe AG ist der Konsum und das Mitführen alkoholischer Getränke in geöffneten Behältnissen durch das 2007 eingeführte allgemeine Ess- und Trinkverbot untersagt.
Zum 1. September 2013 wurde diese Regelung auf die U-Bahnhöfe der KVB ausgeweitet.
Bei Verstößen gegen das Alkoholverbot droht eine Ordnungsstrafe von 40 € sowie ein Hausverweis, im Wiederholungsfall kann auch ein Hausverbot ausgesprochen werden.
Das Alkoholverbot gilt ebenso in den Stadtbahnen der Stadtwerke Bonn AG (SWB) für Fahrten auf den Linien 16 und 18, während diese sich auf dem Kölner Stadtgebiet befinden.
In den U-Bahnhöfen und den Fahrzeugen der Rheinbahn ist der Alkoholkonsum verboten.

## Österreich

### Übersicht
- Graz: Am Hauptplatz – hier befindet sich ein Lebensmittelgeschäft, weiters Gastgärten, Marktstände, Imbissstände, zwei davon abends und nachts – ist nur das eigenständige Trinken von Alkohol seit einigen Jahren verboten, denn für den Konsum (sitzend) in den Gastgärten von zwei Lokalen und an den Imbissständen an deren Stehtischen ist die Alkoholkonsumation erlaubt.
- Klagenfurt: Nach alkoholinduzierten Exzessen wurde mit Wirksamkeit ab 1. April 2018 testweise bis Ende Oktober am Heiligengeistplatz – mit Busbahnhof für Stadt- und Regionalbusse – und am Lendhafen (= am Ost-Ende des Lendkanals) ein Alkoholverbot verordnet. In den Sitzgärten „ist es natürlich erlaubt, Alkohol zu konsumieren.“[8]
- Wien
  - Seit dem 27. April 2018 gilt auf dem Wiener Praterstern sowie dem gleichnamigen Bahnhof und der U-Bahn-Station sowie in den angrenzenden Straßen und Grünflächen ein Alkoholverbot, welches das Trinken sowie das Mitführen alkoholischer Getränke in geöffneten Behältnissen verbietet. Der designierte Bürgermeister Michael Ludwig (SPÖ) erklärte im April 2018 seine Absicht, in Kooperation mit dem scheidenden Bürgermeister Michael Häupl (SPÖ) ein Alkoholverbot am Praterstern einzuführen. Es ist das erste ortsbezogene Alkoholverbot in Wien, ausgenommen vom Verbot sind gastronomische Betriebe und Imbissstände. Der Verkauf von alkoholischen Getränken, etwa in Supermärkten und Trafiken, bleibt jedoch erlaubt.[9]
  - Seit dem 7. Februar 2025 besteht ein Alkoholverbot am Franz-Jonas-Platz.[10]
  - Öffentlicher Verkehr in Wien: In den U-Bahnen, Straßenbahnen und Autobussen der Wiener Linien sowie den U-Bahn- und USTRAB-Stationen gilt ein generelles Alkoholverbot.
- Salzburg: In Salzburg gilt ein generelles Alkoholverbot auf dem Bahnhofsvorplatz, dem Südtiroler Platz sowie im Hauptbahnhof.
- Innsbruck: In Innsbruck wurde der Alkoholkonsum an mehreren öffentlichen Orten untersagt. Unter anderem betrifft dies den Hauptbahnhof und Teile der Maria-Theresien-Straße.[11]
- Dornbirn: Im Bahnhof Dornbirn gilt ebenfalls ein Alkoholverbot.

## Länder außerhalb von Deutschland und Österreich

### Belarus
Alkoholkonsum in der Öffentlichkeit ist verboten.

### Italien
Im venetischen Jesolo ist der Konsum alkoholischer Getränke in der direkten Öffentlichkeit sowie deren Verkauf an Samstagen zwischen 14. Juli und 27. Dezember verboten.

### Polen
In Polen gilt ein generelles Alkoholverbot in der Öffentlichkeit, mit Ausnahme des unmittelbaren Bereiches von Restaurants und Kneipen. Seit 2012 (im Zuge der Fußball-Europameisterschaft 2012) ist dieses auf Massenveranstaltungen wie in Stadien und bei Konzerten erweitert worden.

### Rumänien
Alkoholkonsum in der Öffentlichkeit ist verboten.

### Schweden
Alkoholkonsum ist auf vielen öffentlichen Plätzen in Schweden untersagt. Das Bestimmungsrecht liegt bei der jeweiligen Kommune und ist uneinheitlich geregelt.

### Tschechien
Seit dem 7. Juli 2008 gilt im Stadtzentrum der tschechischen Hauptstadt Prag ein Alkoholverbot in der Öffentlichkeit. Außerhalb von Gaststätten, Straßencafés und an Erfrischungsständen dürfen in weiten Teilen der Innenstadt nur nichtalkoholische Getränke konsumiert werden. Im Oktober 2013 wurde das Verbot erheblich ausgeweitet, so ist es z. B. nunmehr im Umkreis von 100 m zu Spielplätzen verboten, Alkohol in der Öffentlichkeit zu konsumieren. Eine Zuwiderhandlung wird mit ca. 40 Euro geahndet.

### Ukraine
Alkoholkonsum in der Öffentlichkeit ist verboten.

### Vereinigte Staaten
Nach Aufhebung der Alkoholprohibition gilt in den USA in vielen Teilen des Landes ein Verbot des Alkoholkonsums in der Öffentlichkeit.

## International  im öffentlichen Verkehr

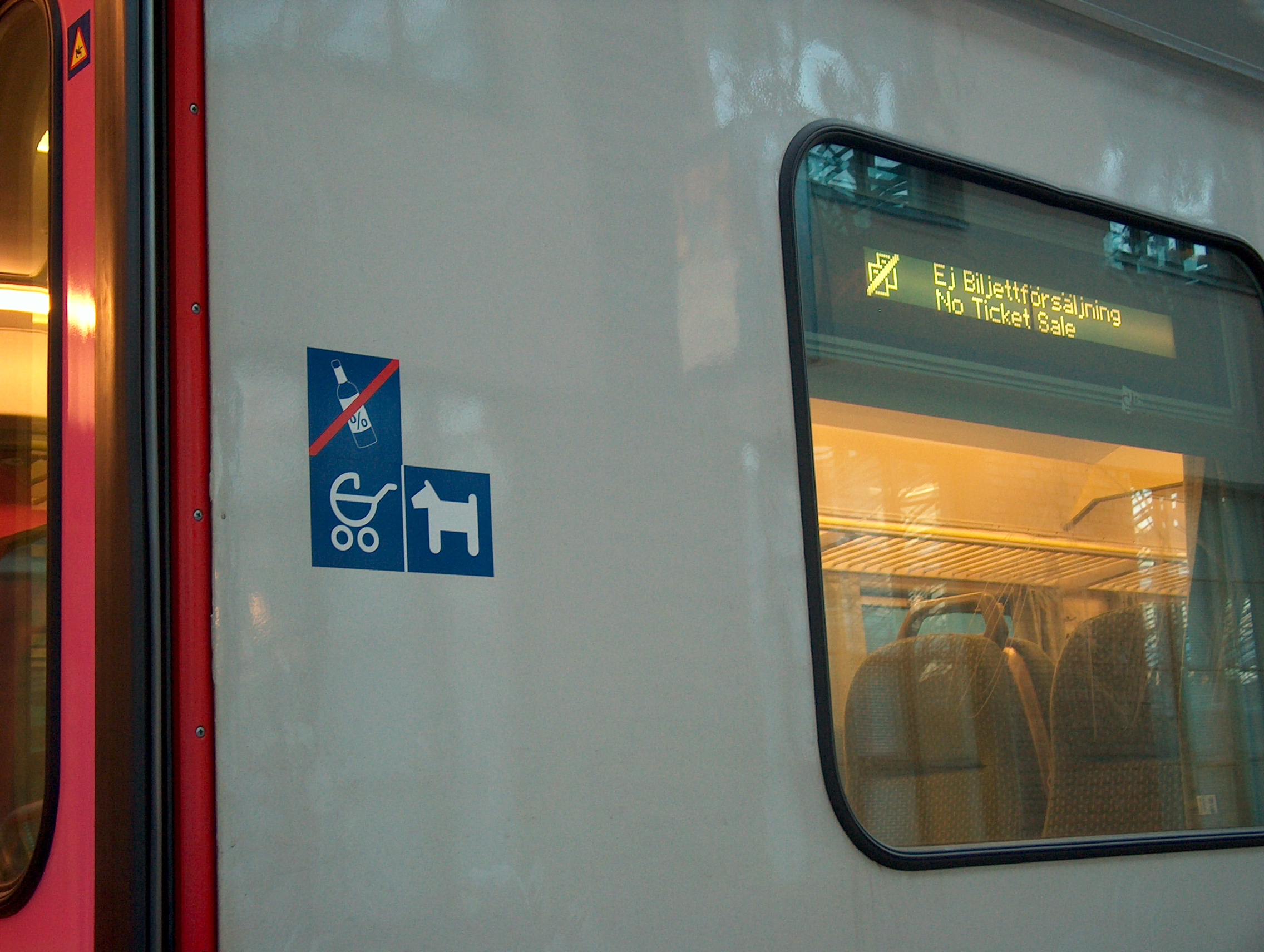
Verbotsschild an einem Zug in Finnland, 2008

U. a. in den U- und Stadtbahnen von Wien, London, Athen, Moskau, Budapest, Berlin, Hamburg, Hannover und Köln gilt ein Alkoholverbot.